# ماجستير في التمويل
|        |                                                 |                  |
| الرتبة | الاسم                                           | الدولة           |
| 1      | جامعة الدراسات العليا لإدارة الأعمال في باريس   | فرنسا            |
| 2      | الكلية العليا للتجارة في باريس                  | فرنسا            |
| 3      | كلية سكيما لإدارة الأعمال                       | فرنسا            |
| 4      | كلية إدارة الأعمال ESSEC                        | فرنسا            |
| 5      | مدرسة EDHEC للتجارة                             | فرنسا            |
| 6      | جامعة سانت غالن                                 | سويسرا           |
| 7      | جامعة بوكوني                                    | إيطاليا          |
| 8      | كلية سلوان للإدارة لمعهد ماساتشوستس للتكنولوجيا | الولايات المتحدة |
| 9      | كلية إمبريال للأعمال                            | المملكة المتحدة  |
| 10     | جامعة شانغهاي جياو تونغ                         | الصين            |

|        |                                                        |                  |
| الرتبة | الاسم                                                  | الدولة           |
| 1      | كلية سعيد لإدارة الأعمال بجامعة أكسفورد                | المملكة المتحدة  |
| 2      | كلية سلون للإدارة التابعة لمعهد ماساتشوستس للتكنولوجيا | الولايات المتحدة |
| 3      | جامعة الدراسات العليا لإدارة الأعمال في باريس          | فرنسا            |
| 4      | كلية لندن للأعمال                                      | المملكة المتحدة  |
| 5      | كلية هاس لإدارة الأعمال بجامعة كاليفورنيا في بيركلي    | الولايات المتحدة |
| 6=     | كلية إدارة الأعمال ESSEC                               | فرنسا            |
| 6=     | كلية كامبريدج جادج لإدارة الأعمال                      | المملكة المتحدة  |
| 8      | كلية لندن للاقتصاد                                     | المملكة المتحدة  |
| 9      | كلية أندرسون للإدارة بجامعة كاليفورنيا في لوس أنجلوس   | الولايات المتحدة |
| 10     | كلية إدارة الأعمال ESADE                               | إسبانيا          |

ماجستير في التمويل (بالإنجليزية: Master of Finance) هو درجة الماجستير التي تمنحها الجامعات أو مدارس الدراسات العليا لإعداد الطلاب لمهن في مجال التمويل. غالبًا ما يطلق على الدرجة العلمية اسم ماجستير في التمويل (M.Fin.، MiF، MFin)، أو ماجستير العلوم في التمويل (MSF في أمريكا الشمالية، وماجستير العلوم في التمويل (MSc) في المملكة المتحدة وأوروبا). في الولايات المتحدة وكندا قد يتم تصنيف البرنامج كدرجة مهنية. خصوصا في أستراليا، قد تُقدَّم الدرجة على شكل ماجستير في التمويل التطبيقي (MAppFin). في بعض الحالات، تُقدَّم الدرجة على شكل ماجستير إدارة في التمويل (MMF). تتوفر أيضًا درجات علمية أكثر تخصصًا وعناوين محددة.

## الهيكلة
تختلف برامج (MSF) و(MSc) و(M.Fin) من حيث الإعداد المهني وبالتالي تركيز الدرجة — حيث يركز الأول على الإدارة المالية وإدارة الاستثمار، بينما يركز الأخيران على الأدوار الأكثر تقنية (رغم أنه يُرجى مراجعة النقاش أدناه لمزيد من التوضيح حول هذا التمييز). ومع ذلك، فإن كلا النوعين من الدرجات العلمية يركزان على الموضوعات الكمية، وقد يقدمان أيضًا بعض الدورات الاختيارية غير الكمية، مثل حوكمة الشركات وأخلاقيات الأعمال واستراتيجية الأعمال. تتطلب البرامج عمومًا ما بين سنة إلى سنتين من الدراسة، وغالبًا ما يتم تقديمها كدرجة علمية غير مرتبطة بأطروحة.
يقوم برنامج (MSF)، عادةً، بإعداد الخريجين لمهن في مجال التمويل المؤسسي والخدمات المصرفية الاستثمارية وإدارة الاستثمار. ويتركز المنهج الأساسي على التمويل الإداري، والتمويل المؤسسي، وتحليل الاستثمار. تسبق هذه المواضيع عادةً دورات تدريبية أكثر جوهرية في الاقتصاد، والمحاسبة (الإدارية)، و "الأساليب الكمية" (عادةً القيمة الزمنية للمال وإحصاءات الأعمال). في العديد من البرامج، تعتبر هذه الموضوعات الأساسية شرطًا أساسيًا للقبول أو يُفترض أنها معروفة، وإذا كانت جزءًا من المنهج الدراسي، فقد يتم إعفاء الطلاب ذوي الخلفية المناسبة من هذه الموضوعات. ويختتم البرنامج عادة بدورات تدريبية في مواضيع متقدمة - حيث يتم دمج أو تطبيق العديد من المجالات - مثل إدارة المحافظ، والنمذجة المالية، والاندماجات والاستحواذات، والخيارات الحقيقية، ومؤخرًا التكنولوجيا المالية؛ وفي بعض البرامج قد يتم أيضًا تقديم التمويل الكمي، والتحليلات، والاقتصاد الإداري كدورات متقدمة.
يُعِدُّ برنامجي (M.Fin / MSc) الخريجين لأدوار أكثر تقنية، وبالتالي "يركز على النظرية والممارسة المالية" مع "التركيز القوي على الاقتصاد المالي بالإضافة إلى الهندسة المالية والأساليب الحسابية." كما يتم تغطية الموضوعات الأساسية لبرنامج (MSF) في الغالب، وإن كان بتفاصيل أقل (إلى حد كبير). يتضمن العمل الاختياري مواضيع محددة في التمويل الكمي والتمويل الحسابي، بالإضافة إلى التمويل المؤسسي والأسهم الخاصة وما شابه ذلك؛ حيث تُقدَّم العديد من المواضيع المتقدمة في (MSF) — مثل الخيارات الحقيقية والاقتصاد الإداري — بتركيز أكثر تقنيًا. وفيما يتعلق بتغطية التمويل الكمي مقارنةً بالدرجات الأكثر تخصصًا، يُرجى مراجعة التفاصيل أدناه. أصبحت المواضيع (أو التخصصات

) في علم البيانات، والتعلم الآلي، وتحليلات الأعمال أمرًا شائعًا.
إن التمييز بين (MSF) و(M.Fin) ليس مطلقًا، فبعض برامج (MSF)، على الرغم من تغطيتها العامة، تعتبر "دقيقة كميًا" أو تقدم "مسارًا كميًا" (وقد تكون مخصصة للعلوم والتكنولوجيا والهندسة والرياضيات)؛ في حين أن البعض الآخر موجه تقنيًا على وجه التحديد، أو، في بعض الحالات، تقدم حتى درجة مزدوجة في التمويل والرياضيات. بالإضافة إلى ذلك، على الرغم من أن (MSc) يتوافق عمومًا مع (M.Fin)، فإن العديد من المدارس تقدم مجموعة من برامج الماجستير في العلوم حيث يمكن الجمع بين التمويل والمحاسبة و/أو الإدارة، والتي تتوافق بعد ذلك مع (MSF). وبالمثل، قد تقدم برامج (MMF) تغطية مالية واسعة أو متخصصة.
تتخصص العديد من برامج الماجستير بشكل أكبر، حيث تركز الدرجة ككل على، على سبيل المثال، الإدارة المالية، أو التمويل السلوكي، أو التمويل الإسلامي، أو التمويل الشخصي/التخطيط المالي، أو إدارة الثروات. كما ذُكر، فقد يتم تسمية هذه الدرجات على وجه التحديد، على سبيل المثال: ماجستير في إدارة الاستثمار، وماجستير في التخطيط المالي، وماجستير في الإدارة المالية، وماجستير في التمويل المؤسسي، ودرجة الماجستير في التكنولوجيا المالية. قد يتم تقديم درجات في إدارة مخاطر المؤسسة وإدارة المخاطر التطبيقية هنا، بينما تكون البرامج الأكثر تقنية/رياضية عادةً من خلال ماجستير في التمويل الكمي (MQF) أو ما شابه (يُنظر أدناه).
يغطي برنامج (MAppFin) طيف (MSF-M.Fin) من حيث التخصصات المتاحة والدورات الدراسية المقابلة؛ ويختلف في أنه "من أجل الممارسين ومن قبلهم" وبالتالي "يمزج ... بين نظرية التمويل وممارسة الصناعة"، بما يتناسب مع التخصص. على غرار (MSc)، تركز البرامج أحيانًا بشكل خاص على التخطيط المالي أو الخدمات المصرفية، على سبيل المثال، بدلاً من التغطية الأكثر عمومية للتمويل. تقدم بعض الجامعات كل من درجة (MAppFin) ودرجة (MFin)، حيث يتطلب الأخير وقتًا إضافيًا في الفصل الدراسي والمقررات الدراسية (ويقدم الوصول إلى الدكتوراه حصريًا). وقد تختلف هذه البرامج أيضًا فيما يتعلق بمتطلبات القبول.
تتطلب البرامج الحصول على درجة البكالوريوس للقبول، ولكن العديد منها لا تتطلب أن يكون التخصص الجامعي في التمويل أو الاقتصاد أو حتى الأعمال التجارية العامة. المتطلب المعتاد هو مستوى كافٍ من الحساب، والذي غالبًا ما يتضمن التعرض للاحتمالات/الإحصاء وحساب التفاضل والتكامل. غالبًا ما تتطلب درجتي (M.Fin) و(MSc) مواضيع أكثر تقدمًا مثل حساب التفاضل والتكامل المتعدد المتغيرات والجبر الخطي والمعادلات التفاضلية؛ وقد تتطلب هذه أيضًا خلفية أكبر في التمويل أو الاقتصاد مقارنة بدرجة (MSF). قد تتطلب بعض البرامج خبرة عمل (أحيانًا على المستوى الإداري)، خاصة إذا كان المرشح يفتقر إلى درجة جامعية ذات صلة.

## المقارنة مع المؤهلات الأخرى
على الرغم من وجود بعض التداخل مع ماجستير إدارة الأعمال، فإن ماجستير التمويل يوفر تعرضًا أوسع وأعمق للتمويل، ولكن تعرضًا أكثر محدودية لمواضيع الإدارة العامة. وبالتالي، يركز البرنامج على التمويل والأسواق المالية، بينما ماجستير إدارة الأعمال، على النقيض من ذلك، أكثر تنوعًا، ويغطي الجوانب العامة للأعمال، مثل إدارة الموارد البشرية وإدارة العمليات. في الوقت نفسه، لن يتمكن حامل ماجستير إدارة الأعمال دون تخصص في التمويل من تغطية العديد من المواضيع التي يتناولها ماجستير العلوم في التمويل MSF (النطاق)، وفي كثير من الأحيان، حتى في حالة وجود تخصص، قد تكون المجالات التي يتم تغطيتها أقل عمقًا (بالتأكيد فيما يتعلق بدرجة M.Fin). قد يختار مرشحو ماجستير إدارة الأعمال في بعض الأحيان تخصصًا مزدوجًا مع ماجستير العلوم في التمويل (MBA/MSF)- تقدم بعض الجامعات أيضًا هذا المزيج كدرجة مشتركة - أو يسعون لاحقًا للحصول على درجة (M.Fin) لاكتساب المعرفة المالية المتخصصة؛ تقدم بعض الجامعات شهادة متقدمة في المالية ملحقة بماجستير إدارة الأعمال، مما يسمح للطلاب بإكمال الدورات الدراسية بما يتجاوز التخصص المالي القياسي.
تشابه برامج الماجستير المتخصصة الأخرى في الأعمال، مثل MSM (التمويل) و MCom (التمويل) بشكل وثيق مع (MSF). يُلاحظ أن درجة الماجستير الأخيرة في التجارة غالبًا ما تكون متمحورة حول النظرية، مع التركيز بشكل أقل على الممارسة؛ في نفس الوقت، وعلى الرغم من دوراتها التأسيسية في مجال الأعمال، فإنها غالبًا ما تشترك في نفس المواد الاختيارية مثل ماجستير المالية (MFin).
كما هو مذكور أعلاه، تتداخل بعض برامج (MSF) وجميع برامج (M.Fin) مع درجات في الهندسة المالية والتمويل الحاسوبي والتمويل الرياضي؛ راجع ماجستير التمويل الكمي (MQF). ومع ذلك، يُلاحظ أن معالجة أي موضوعات مشتركة - عادةً النمذجة المالية، والمشتقات المالية، وإدارة المخاطر - سوف تختلف من حيث مستوى التفاصيل والنهج. يتعامل برنامج (MSF) مع هذه المواضيع من الناحية المفاهيمية، وليس من الناحية الفنية، وبالتالي فإن التداخل طفيف، إذ على الرغم من كونها عملية، فإن هذه المواضيع تقنية للغاية بالنسبة لدرجة البكالوريوس في المالية العامة، وسوف يقتصر التعرض على المستوى العام. من ناحية أخرى، يُغطي برنامجي (M.Fin) و(MSc) هذه المواضيع بأسلوب رياضي جوهري، وغالبًا ما تكون المعالجة متطابقة. لكن الفارق هنا هو أن هذه البرامج تركز بشكل أكبر نسبيًا على النظرية المالية مقارنة بالماجستير في التمويل الكمي (MQF)، كما تسمح أيضًا باختيار مواد خارج التمويل الكمي؛ وفي الوقت نفسه، غالبًا ما يكون نطاق المواد الاختيارية الكمية أصغر. متطلبات القبول في (MQF) أكثر رياضية بشكل كبير من متطلبات (MSF)، بينما بالنسبة لـ (M.Fin) و(MSc) قد تكون المتطلبات متطابقة.
يركز الماجستير في الاقتصاد المالي على التمويل النظري، وعلى تطوير النماذج والنظرية. وبالتالي، فإن التداخل مع برنامجي (M.Fin) و(MSc)، كما هو الحال مع (MQF)، غالبا ما يكون كبيرا. من ناحية أخرى، فيما يتعلق ببرنامج (MSF)، على الرغم من أن البرنامجين يختلفان في الوزن المخصص للنظرية، إلا أن هناك بعض التداخل: أولاً، تتضمن بعض مناهج (MSF) دراسة رسمية لنظرية التمويل؛ ثانيًا، حتى عندما لا تتم دراسة النظرية رسميًا، فإن برامج (MSF) تغطي الافتراضات التي تدعم النماذج المدروسة (على الأقل في النظرة العامة)؛ ثالثًا، تتضمن العديد من برامج الاقتصاد المالي تغطية الأدوات المالية الفردية والتمويل المؤسسي وإدارة المحافظ، على الرغم من أن هذا التناول يكون عادةً أقل عمليّة (فيما يخص الاقتصاد الإداري، تنطبق تعليقات مشابهة. يتم تدريس هذه المادة لتعزيز الأساس النظري للدرجة؛ ولكن نظرًا لأن التركيز على التطبيق، فهي لا تُعمَّق بشكل كبير). في بعض الجامعات، يجمع ماجستير الاقتصاد التطبيقي الأكثر شمولاً بين النظرية الاقتصادية ومجموعة مختارة من مواد التمويل وتحليل البيانات.
يتم في بعض الأحيان مقارنة تسمية المحلل المالي المعتمد (CFA) بدرجة الماجستير في التمويل. في الواقع، قامت العديد من الجامعات بدمج نسبة كبيرة من "مجموعة المعرفة للمرشحين" لبرنامج (CFA) في برامجها للحصول على الدرجات العلمية؛ وقد يعكس عنوان الدرجة العلمية هذا: "ماجستير في التحليل المالي" أو ما شابه. بشكل عام، يركز برنامج (CFA) على إدارة المحافظ وتحليل الاستثمار، ويوفر مزيدًا من العمق في هذه المجالات مقارنة ببرنامج الماجستير المالي القياسي، بينما تكون تغطية (CFA) للمجالات المالية الأخرى أقل عمقًا. على نحو مماثل، فإن العديد من البرامج لديها مناهج متوافقة مع FRM / PRM، أو CAIA (يُلاحظ أن ما يسمى بـ "CFA الهندي" هو في الواقع درجة ماجستير).هناك تمييز آخر - فيما يتعلق بجميع هذه التسميات - وهو أن (معظم) برامج الماجستير تتضمن التدريب العملي على، على سبيل المثال، محطة بلومبرج، وبناء نماذج مالية متقدمة، في حين أن التدريب "العملي" من هذا النوع لن يتم تضمينه (عادةً) في برنامج الشهادة المهنية.

## روابط خارجية
- FT Ranking of post-experience Masters in Finance programmes
- FT Ranking of pre-experience Masters in Finance programmes نسخة محفوظة 24 أغسطس 2017 على موقع واي باك مشين.